# テープ (映画)
『テープ』（Tape）は2001年に製作されたアメリカの映画。
高校時代のクラスメート3人が、ミステリアスな過去を告白するサスペンスドラマ。
ビフォアシリーズのスタッフが製作、イーサン・ホークと、ユマ・サーマンが夫婦共演を果たした（2004年に離婚）。

## ストーリー
映画監督のジョニーは、ランシング映画祭に出席するため郷里のミシガンを訪れる。モーテルの部屋へ旧友のヴィンスを訪ねると、ヴィンスは麻薬をやっており、10年前の高校時代に二人とそれぞれ関係があったエイミーについてあれこれ聞き出し、エイミーをレイプしたと告白させ、それをひそかに録音し、テープをエイミーに渡すと言って脅す。そこへエイミーが現れ、ヴィンスはエイミーにそのことを話すが、エイミーの反応は二人の期待のいずれとも違っていた。……

## キャスト
- ヴィンセント：イーサン・ホーク（日本語吹替：内田夕夜）
- ジョニー：ロバート・ショーン・レナード（楠大典）
- エイミー：ユマ・サーマン（岡寛恵）